# ドナルド・E・グラハム
ドナルド・エドワード・グラハム（Donald Edward Graham、1945年4月22日 - ）は、グラハム・ホールディングスのオーナー兼会長である。1979年から2000年までは『ワシントン・ポスト』の発行者を務めた。また、2009年から2015年まで、Facebook社の主席独立取締役を務めた。

## 若年期
母は後に『ワシントン・ポスト』の発行者となるキャサリン・グラハム（旧姓マイヤー）、父はフィル・グラハムである。母方の祖父のユージン・マイヤーは、1933年半ばに連邦準備制度理事会(FRB)議長を退任した直後、倒産した『ワシントン・ポスト』を買収した。母方の祖母はアグネス・E・メイヤーである。母は、ユダヤ人の父とルーテル派の母を持ち、ルーテル派として洗礼を受けたが、米国聖公会の教会に通っていた。父もルーテル派だった。
ワシントンD.C.のセント・オールバンズ・スクールを卒業後、ハーバード大学のハーバード・カレッジに入学した。1965年には、ハーバード大学の日刊学生新聞『ザ・ハーバード・クリムゾン』の代表に選出された。1966年に大学を卒業した後、兵役に志願し、1967年から1968年にかけて、アメリカ陸軍第1騎兵師団の一員としてベトナム戦争に従軍した。1969年1月から1970年6月まで、コロンビア特別区首都警察にパトロール隊員として勤務した。

## ワシントン・ポスト
グラハムの母方の祖父であるユージン・メイヤーは、1933年に競売で『ワシントン・ポスト』を買収した。グラハムの父は、1946年から1961年まで『ワシントン・ポスト』紙の発行人を務め、1947年から1963年に亡くなるまでワシントン・ポスト社の社長を務めた。グラハムの母、ユージンの娘であるキャサリンは、20年以上にわたって『ワシントン・ポスト』紙のトップを務め、その期間に、リチャード・ニクソン大統領の失脚につながったウォーターゲート事件の報道を監督した。キャサリンは、20世紀のアメリカで最もパワフルな女性の一人として広く知られている。
1971年、ドナルド・グラハムは記者としてワシントン・ポスト社に入社し、その後、2013年に同紙がジェフ・ベゾスに売却されるまで、ポスト紙と『ニューズウィーク』誌（2010年まではワシントン・ポスト社が所有していた）で様々な報道・ビジネス関連の役職を歴任した。
1974年9月に同社の取締役に選出され、1976年にはポスト紙のエグゼクティブ・バイスプレジデント兼ゼネラルマネージャーとなった。グラハムは1979年にポスト紙の発行社となり、ポスト社の会長兼CEOとなった母親の後を継いだ。ポスト社は、新聞社のほか、教育サービスを提供するカプラン社、ポスト・ニューズウィーク・ステーションズ、ケーブル・ワン、『スレート』誌、その他の中小の企業を所有している。ドナルド・グラハムは1991年にCEOに、1993年5月には会長に就任し、母キャサリンはポスト社の執行委員会委員長に就任した。
2000年9月、グラハムはポスト社の会長に選出され、発行者の地位をボーファレー・ジョーンズ・ジュニアに譲った。

## その他の役職
2001年から2010年までピューリッツァー賞委員会委員を務めた。また、コロンビア特別区大学アクセスプログラムの理事、ワシントンD.C.の連邦都市評議会の評議員を務めている。かつて、ワシントンのサミットファンドの理事でもあった。
また、ビルダーバーグ会議の招待者でもあり、2009年と2010年の会議に出席した。

## 栄誉
1974年、ウィッティア大学から名誉法学博士号を授与された。
2003年、アカデミー・オブ・アチーブメントのゴールデンプレート賞を授与された。
2004年にはアメリカ哲学協会の会員に選出された。

## 私生活
1967年、グラハムはメアリー・ウィスラーと結婚した。メアリーは、ジョージタウン大学ローセンターで法務博士(J.D.)を、ラドクリフ・カレッジで学士号を取得し、2人はそこで出会った。メアリーは、ハーバード大学ケネディスクールのタウブマンセンターの研究員として、健康と安全の規制などの問題に取り組んでいる。2人の間には4人の子供がいる。娘のローラは、リビングソーシャルの元CEOで、現在はグラハム・ホールディングスの社長であるティム・オショーネシーと結婚した。
2007年、2人は別居を発表した。
2012年6月30日、アマンダ・ベネットと結婚した。アマンダは、ボイス・オブ・アメリカのディレクター、ブルームバーグ・ニュースの元エグゼクティブ・エディターで、世界各地の記者や編集者のチームを統括していた。

## 大衆文化において
ポスト紙を舞台とした2017年の映画『ペンタゴン・ペーパーズ/最高機密文書』では、スターク・サンズがグラハムの役を演じている。